# Königsaue

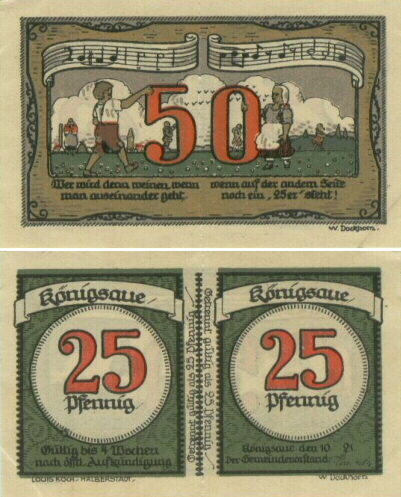
Notgeld aus Königsaue: „Wer wird denn weinen, wenn man auseinandergeht, wenn auf der andern Seite noch ein 25er steht!“

Königsaue ist ein ehemaliges Dorf in der Nähe der Stadt Aschersleben.

## Geschichte
Die Gegend um Königsaue war reich an Spuren einer frühen steinzeitlichen Besiedlung.
Im Jahr 1751 wurde auf dem Grund des wüst gefallenen Dorfes Hargesdorf die Siedlung Neu Hargesdorf errichtet, nachdem der Gaterslebener See trockengelegt worden war. Die Gründung des Ortes geht auf Friedrich den Großen zurück. Er gab hier Siedlern aus dem Rheinland eigenen Grund. Auf Kabinettsorder wurde am 27. Juli 1753 das Kolonistendorf in Königsaue umbenannt.
Im Zuge der Industrialisierung im 19. Jahrhundert begann 1833 in Königsaue durch die Firma Douglas aus Aschersleben die Braunkohleindustrie. Damals lebten in Königsaue rund 1500 Einwohner. 1847/48 folgten die Gründungen von Zuckerfabrik und Brennerei. 1912 wurde der Braunkohlebetrieb stillgelegt, er wurde erst nach dem Ersten Weltkrieg wieder aufgenommen.
Königsaue hatte im Mai 1945 etwa 1300 Einwohner, und es gab einen größeren Gutshof, welcher wohl den Freiherren von Minnigerode gehörte. Dies geht aus einigen Fotos und Berichten von Mitgliedern des 113. Feldartillerie-Bataillons der US-Besatzungstruppen nach dem 8. Mai 1945 hervor.
1954 wurde der Tagebau Königsaue Betriebsteil des Braunkohlewerkes Nachterstedt.
Königsaue musste ab 1964 dem Braunkohletagebau weichen. Außer den Einwohnern von Königsaue wurden auch die Verstorbenen vom Friedhof umgebettet. Gemäß der Volkszählung von 1964 wohnten in Königsaue noch 1454 Einwohner. Viele Einwohner zogen in die Stadt Aschersleben, wo für sie das Königsauer Viertel errichtet wurde, oder nach Neu Königsaue, das ab 1965 als Neusiedlung etwa 1.500 Meter vom Ursprungsort entfernt entstand.
Die Gemeinde Königsaue wurde am 7. Oktober 1967 in die Gemeinde Schadeleben eingegliedert. Am 12. Juni 1990 wurde die Gemeinde unter dem Namen Neu Königsaue neu gebildet.

## Religion
Königsaue war zunächst protestantisch geprägt und hatte eine evangelische Kirche. Ihre Glocken wurden nach Neu Königsaue verbracht, wo sie in einem Glockenstuhl auf dem Friedhof hängen.
Durch den steigenden Arbeitskräftebedarf im Zuge der Industrialisierung zogen zunächst Arbeiter aus dem Harz nach Königsaue, später auch aus dem überwiegend katholischen Eichsfeld. Die Katholiken gingen zunächst nach Aschersleben zur Kirche. Nachdem die Zahl der Einwohner von Königsaue bis zum Jahre 1900 auf rund 2.700 angestiegen war, erwarb der Pfarrer von Aschersleben, Friedrich Gurris, im Jahre 1902 ein am Südostausgang von Königsaue gelegenes Grundstück. Zum 12. August 1904 erfolgte in Königsaue die Einrichtung einer katholischen Seelsorgestelle als Filiale der Pfarrei Aschersleben. Von 1904 an wurden in Königsaue auch katholische Kirchenbücher geführt.
1904 erfolgte die Grundsteinlegung einer Kirche mit einem angebauten Pfarrhaus, die von Arnold Güldenpfennig entworfen wurden. Am 16. Oktober 1905 erfolgte durch Franz Schauerte, Bischöflicher Kommissar in Magdeburg, die Benediktion der Kirche, die das Patrozinium St. Josef trug.
1944 wurde bei einem Bombenangriff auf Königsaue der Dachreiter der Kirche sowie Kirchenfenster zerstört. Zum 1. Oktober 1948 wurde die Pfarrvikarie zur Filialkirchengemeinde erhoben, zu der neben Königsaue auch Frose, Nachterstedt, Wilsleben und Winningen gehörten.
Für den Braunkohleabbau wurde 1965 auch das Kirchengrundstück benötigt. Der Pfarrvikar von Königsaue zog am 1. September 1965 nach Aschersleben und betreute zunächst von dort aus die Katholiken der Kirchengemeinde Königsaue. Am 8. Dezember 1965 erfolgte die Sprengung der Kirche und des Pfarrhauses von Königsaue.
Nordöstlich von Königsaue erfolgte 1965 die Gründung der Siedlung Neu Königsaue, die eine Außenstation der Kirchengemeinde Königsaue wurde. 1965 war in Frose das Grundstück Königsauer Straße 57 erworben worden, auf dem 1967/68 der Bau eines neuen Pfarrhauses erfolgte. Am 1. Oktober 1968 wurde der Sitz der Kirchengemeinde Königsaue nach Frose verlegt, und der zunächst in Aschersleben untergekommene Pfarrvikar bezog das neue Pfarrhaus. Am 28. Oktober 1968 erfolgte in Frose durch Weihbischof Friedrich Maria Rintelen die Benediktion einer neuen Kapelle, die ebenso wie die Kirche in Königsaue nach dem heiligen Josef von Nazaret benannt wurde.

## Persönlichkeiten
Der KPD-Politiker August Schmidt (1884–1939) wurde in Königsaue geboren.